# T112狙擊步槍
T112狙擊步槍為中華民國國防部軍備局生產製造中心第205廠所研發的首款國造新一代重型.50 BMG栓式狙擊步槍，在戰場上扮演遠距離精準打擊任務，以及能對敵方重點區域、戰略和戰術目標實施破壞，曾與英國精密國際AX50狙擊步槍共同進行戰鬥測評比較，於2023年「臺北國際航太科技暨國防工業展」(TADTE 2023)中首度展出，於2024年起開始服役於中華民國陸軍。

## 參數
總重：12.5公斤
發射彈藥: 12.7×99mm NATO
使用彈種: M33普通FMJ彈及國外通用的狙擊彈種、穿甲彈種等
射擊模式: 栓動
彈匣容量：10發
有效射程：2000公尺
槍托: 可折疊調整式槍托

## 使用國
- 中華民國
  -  中華民國陸軍
    - 陸軍特種作戰指揮部[8]